# 花皮胶藤属
花皮胶藤属（学名：Ecdysanthera）是夹竹桃科下的一个属，为藤本植物。该属共有15种，分布于亚洲的热带、亚热带地区。
现为水壶藤属（Urceola Roxb.）的异名。